# Australianos no Brasil
Os australianos no Brasil são australianos que imigram para o Brasil, porém o termo também se aplica aos brasileiros que têm pais australianos ou ancestralidade australiana. Muitos dos australianos que vão para o país sul-americano vão a trabalho ou a estudo e são a maior população da Oceania a viver no país latino-americano, além do Brasil ser o terceiro lugar com mais australianos nas Américas, logo após os Estados Unidos e o Canadá.